# Stewart Downing
Stewart Downing (Middlesbrough, 22. srpnja 1984.) umirovljeni je engleski nogometaš. Bivši je reprezentativac Engleske. Igra veznog igrača, ali također može igrati kao napadač. Downing je u svojoj karijeri igrao još za Aston Villu, Middlesbrough, Sunderland, Liverpool i West Ham United. 